# 51 Пегаса
51 Пега́са, Гельве́тиос (51 Pegasi, 51 Peg) — солнцеподобная звезда в созвездии Пегаса.
Первая «нормальная» звезда (звезда главной последовательности), у которой была обнаружена экзопланета. Планета b (утверждено название «Димидий») является типичным представителем «горячих юпитеров».

## Физические характеристики
Звезда представляет собой жёлтый карлик типа G5 V; она находится на расстоянии около 50 световых лет от Солнца. Возраст оценивается приблизительно в 6—8 миллиардов лет. Светимость 1,05 солнечной. При хороших условиях наблюдения видна невооружённым глазом (звёздная величина 5,46m). Однако проще звезду найти в бинокль или любительский телескоп.
В 2015 году Международным астрономическим союзом звезде было присвоено собственное имя «Гельветиос» («Helvetios»), в честь кельтского племени, которое жило на территории современной Швейцарии. Планета, обращающаяся вокруг неё, получила название «Димидий» (Dimidium) от латинского слова, означающего «половина», что соотносится с массой планеты, примерно равной половине массы Юпитера.

## Планетная система

### Планета b
Планета 51 Пегаса b открыта в 1995 г. швейцарскими астрономами М. Майором и Д. Кело методом доплеровской спектроскопии. Она является первой экзопланетой у солнцеподобной звезды и первым горячим юпитером, открытыми наукой. За это открытие Майор и Кело в 2019 году были удостоены Нобелевской премии по физике. Планета обращается вокруг родительской звезды за 4,23 суток на расстоянии 0,0527 а.е. Её приблизительная масса составляет 47 % массы Юпитера. Дальнейшие наблюдения показали, что в атмосфере планеты присутствует водяной пар.

## Ближайшее окружение звезды
Следующие звёздные системы находятся на расстоянии менее 20 световых лет от 51 Пегаса:
| Звезда      | Спектральный класс | Расстояние, св. лет |
| Steph 2065  | M0 V               | 3,0                 |
| ξ Пегаса    | F6-7 V-III / M1 V  | 3,0                 |
| G 127-50    | M V                | 3,9                 |
| L 1295-9    | M4 V               | 9,0                 |
| AC+31 70565 | M3,5 Ve            | 9,5                 |
| LTT 16719   | M3,5 Ve            | 10,0                |
| BD+18 5200  | G0 V               | 12                  |
| ι Пегаса    | F5 V / G8 V        | 15                  |
| 85 Пегаса   | G5 Vb / K7 V / M V | 16                  |
| ι Рыб       | F7 V / ?           | 16                  |
| HIP 109119  | A2 V               | 19                  |